# Mesembrius caffer
Mesembrius caffer är en tvåvingeart som först beskrevs av Friedrich Hermann Loew 1858.  Mesembrius caffer ingår i släktet Mesembrius och familjen blomflugor. Inga underarter finns listade i Catalogue of Life.